# Italia en los Juegos Olímpicos de París 1900
Italia estuvo representada en los Juegos Olímpicos de París 1900 por un total de 24 deportistas que compitieron en 7 deportes.  

## Medallistas
El equipo olímpico italiano obtuvo las siguientes medallas:
| Nombre                    | Deporte | Competición              |
| ------------------------- | ------- | ------------------------ |
| Oro                       |         |                          |
| Antonio Conte             | Esgrima | Sable ind. profesional M |
| Giovanni Giorgio Trissino | Hípica  | Salto alto               |
| Plata                     |         |                          |
| Italo Santelli            | Esgrima | Sable ind. profesional M |
| Giovanni Giorgio Trissino | Hípica  | Salto largo              |
| Bronce                    |         |                          |
| —                         |         |                          |